# 圣菲-迪米纳斯
圣菲-迪米纳斯是巴西米纳斯吉拉斯州的一个市镇。总面积2916.648平方公里，总人口4034人，人口密度1.4人/平方公里。